# Ray Cale
Ray Cale, celým jménem William Raymond Cale, (18. července 1922 – 23. května 2006) byl velšský ragbista. Narodil se ve městě Usk na jihovýchodě Walesu. Na počátku své kariéry působil v klubech Ebbw Vale RFC, Newbridge RFC a později Pontypool RFC. Za velšský národní ragbyový tým poprvé nastoupil při zápasu proti Anglii na stadionu Cardiff Arms Park v roce 1949. V této sezóně hrál tři zápasy Poháru šesti národů. V letech 1950 až 1954 hrál za St Helens RFC. Později působil jako manažer mlékárny v Cardiffu a následně žil ve Španělsku. Zemřel roku 2003 ve věku 83 let.